# Margit Johnsen

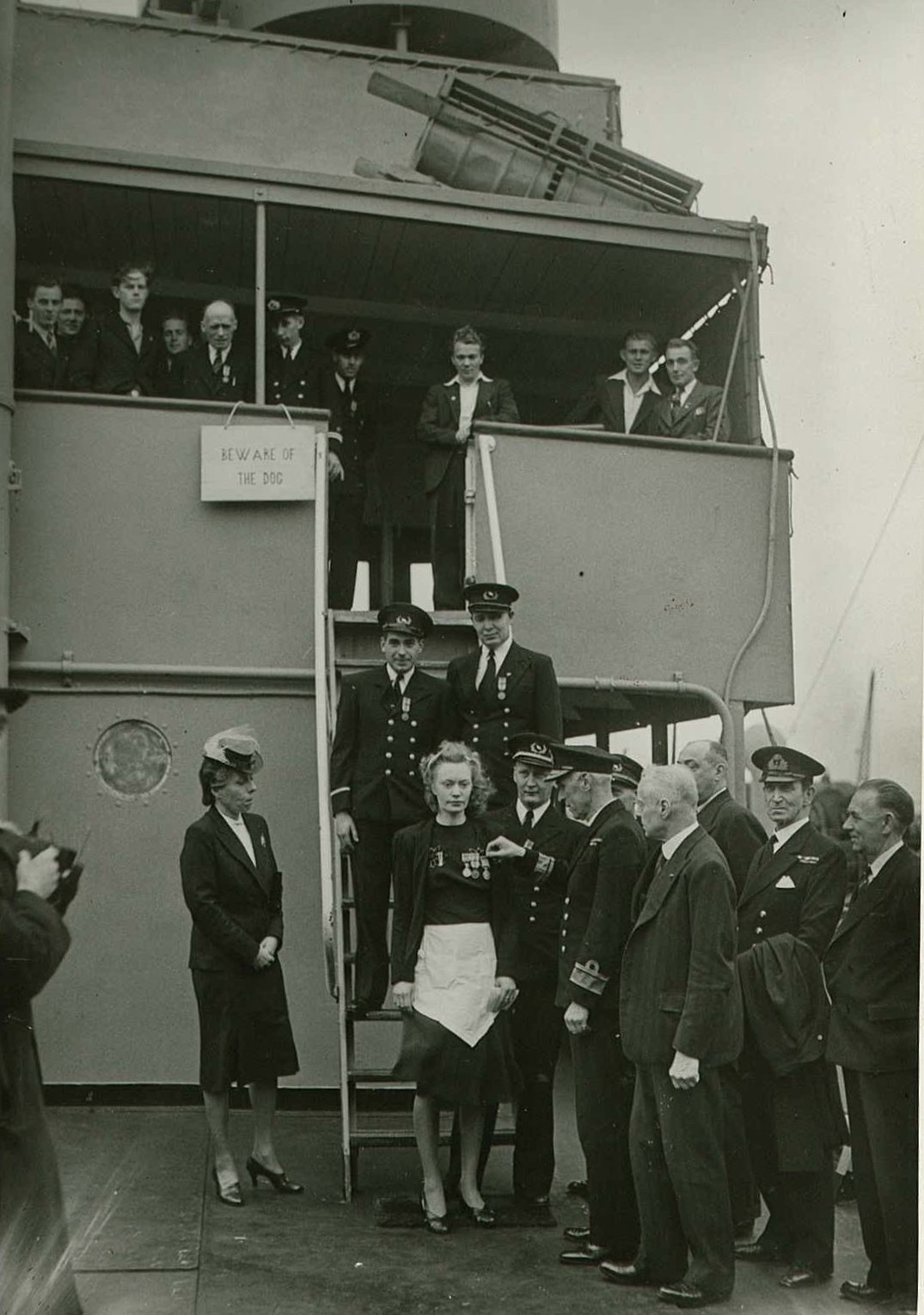
Margit Johnson bei Verleihung der British-Empire-Medaille durch Admiral J.S. Ritchie

Büste in Ålesund

Margit Johnsen Godø, bekannt auch als Malta-Margit (* 31. Januar 1913; † 20. Juli 1987) war eine norwegische Seefrau auf norwegischen Handelsschiffen. Für ihren Einsatz während des Zweiten Weltkriegs wurde sie unter anderem mit der St.-Olav-Medaille ausgezeichnet. Sie ist die einzige Frau, die diese Auszeichnung mit Eichenlaub erhielt. Ihr Einsatz wird häufig als Beispiel für den Beitrag von Frauen während des Krieges angeführt.

## Leben
Johnson fuhr als Servicekraft an Bord von norwegischen Handelsschiffen der Reederei Wilh. Wilhelmsen. Zum Zeitpunkt des Angriffs Deutschlands auf Norwegen am 9. April 1940 arbeitete sie an Bord der im Mittelmeer fahrenden Tudor. Am 12. Juni 1940 verließ das Schiff in einem Konvoi mit anderen Schiffen Gibraltar in Richtung Vereinigtes Königreich. Während des 19. Juni 1940 wurde die Tudor nordwestlich vom Kap Finisterre vom deutschen U-Boot U 48 angegriffen und versenkt. Johnson und die übrige Besatzung überlebten bis auf eine Person den Untergang des Schiffs.
Johnson fuhr auch danach wieder auf Handelsschiffen. 1942 diente sie auf dem Frachtschiff Talabot. Es erhielt in Alexandria den Auftrag sich einem nach Malta geplanten Konvoi mit dem Kodenamen MW10 anzuschließen. Das damals britische Malta wurde zu diesem Zeitpunkt belagert. Die zur Versorgung Maltas vorgesehenen Malta-Konvois erlitten jeweils erhebliche Verluste und wurden als Selbstmordmissionen bezeichnet. Der Kapitän der Talabot, Albert Toft, bot Johnsen an, das Schiff vor Abfahrt in Ägypten zu verlassen. Sie lehnte jedoch ab. Die vier unter anderem mit Munition, Benzin, Kohle und  Getreide beladenen Frachtschiffe wurden von 20 britischen Kriegsschiffen begleitet. Der Konvoi verließ Alexandria am 20. März 1942. Am 22. März 1942 kam es dann um den Konvoi zum Zweiten Seegefecht im Golf von Syrte. Zwei der Frachtschiffe, darunter die Talabot erreichten Malta. Im Hafen Valletta wurde die Talabot bei einem Luftangriff während des Entladens getroffen. Sie wurde dann von der eigenen Besatzung versenkt, um eine Explosion der geladenen Munition zu verhindern.
Sowohl während der Passage als auch im Hafen versah Johnsen ihren Dienst mit Mut und Tapferkeit. Kapitän Toft gab an, dass ihr Verhalten wichtig für die Aufrechterhaltung der Moral der Crew während der bedrohlichen Situation war. Gemeinsam mit dem Kapitän und der Schiffskatze verließ sie am 27. März 1942 in Valletta als letzte das Schiff.
Johnson wurde dann wieder in das Vereinigte Königreich geschickt und hielt sich einige Zeit in Liverpool auf. Sie arbeitete weiter auf norwegischen Handelsschiffen, der Tarifa, Tai Yin, Toulouse und letztlich auf der Fagerfjell, mit der sie im Dezember 1945 nach Norwegen zurückkehrte.
Johnsen war noch bis etwa 1960 auf Handelsschiffen tätig. Sie heiratete und trug seitdem den Nachnamen Godø.

## Ehrungen
Sie wurde mit der St.-Olav-Medaille mit Eichenlaub ausgezeichnet. Für ihren Einsatz auf Handelsschiffen in Kriegsgebieten wurde sie mit der norwegischen Kriegsmedaille ausgezeichnet. Für ihre Tätigkeit an Bord der Talabot erhielt sie außerdem die British-Empire-Medaille.
Im Jahr 2013 wurde ihr zu Ehren das Margit-Johnsen-Denkmal am Hafen ihres Heimatortes Ålesund errichtet.